# Capilla de los Monserrat de Canet lo Roig
La Capilla de los Monserrat, en Canet lo Roig, es como se conoce la que fue capilla del palacio gótico conocido como “Palacio dels Piquers”.  Está catalogado, de manera genérica, Bien de Relevancia Local según la Disposición Adicional Quinta de la Ley 5/2007, de 9 de febrero, de la Generalitat, de modificación de la Ley 4/1998, de 11 de junio, del Patrimonio Cultural Valenciano (DOCV Núm. 5.449 / 13/02/2007); con el código: 12.03.036-006.

## Descripción
La Capilla debió de formar parte del palacio gótico construido en 1518 y perteneciente a la familia Montserrat. Del palacio actualmente no queda nada, salvo la mencionada capilla.
Se trata de una pequeña capilla de una sola nave y cuatro crujías, con cubierta en el último tramo, el perteneciente a la cabecera de la capilla, por una bóveda de crucería, que presenta en la clave la fecha de construcción en números romanos (MDXVIII)., así como las siglas “JHS” 
La capilla se construyó orientada al oeste y los cuatro tramos en que se divide su planta están delimitados por arcos diafragmados, con apuntamiento y presenta una cubierta plana que en origen debía ser a dos aguas.
La Capilla no tiene uso religioso, sino que es utilizada a lo largo de la historia para diversas utilidades, desde casa abadía, a la sede de la asociación de jóvenes o el actual uso de sede de la banda de música.